# کلوپ اسپرت ارامنه

تیم فوتبال اسپرت ارامنه. بازیکنان تیم در عکس:
ردیف اول از چپ: کارو خاچاطوریان، آرتوش زادوریان (کاپیتان تیم)، امیل یغیازاریان، آرتم بخشی، ژرژ آفتاندیلیان.
ردیف دوم: آرتم طونیان، کارلوس بغوسیان، آشوت آودیان، آراکل بابایان.
ردیف سوم و چهارم: ژرژ ماناسریان، پیر مسروبیان، واچیک مارگوسی، سرپرست و مربی ویکتور آبیان

کلوپ اسپرت ارامنه یک باشگاه فوتبال در تهران، ایران بود که در سال ۱۳۰۱ توسط ارمنی‌های ایران تاسیس شد. پل، ژرژ، هراند گلوتسیان و آرشاک در این تیم توپ می‌زدند. این تیم به همراه کلوپ ایران و کلوپ توفان اولین دوره رسمی جام باشگاه‌های تهران را در سال ۱۳۰۲ برگزار کردند. در ۱۳۰۲ هامبارسون از دیگر بازیکنان نخبه ارامنه به تیم کلوب ایران پیوست.
این تیم تا سال ۱۳۱۶ دوام آورد و در پایان توسط سازمان تربیت بدنی منحل شدند. از بازیکنان ایرانی مسلمان این تیم می‌توان از مظاهری و بلورفروشان نام برد. پس از منحل شدن این تیم، در سال ۱۳۲۰ تیم ارمنی دیگری با همان نام اسپرت تشکیل شد.
بعد از جنگ جهانی دوم بازیکنان سرشناس تیم اسپرت ارامنه رفتند به ارمنستان از جمله ژرژ نعلبندیان، بخشی و برادران آرتن.
هراند گالوستیان و پل، دو نفر از بازیکنان تیم تهران که در نخستین اعزام ورزشی ایران به بادکوبه شوروی رفتند تا با نماینده شوروی مسابقه بدهند از تیم کلوپ اسپرت ارامنه بودند.